# Police & Thieves
Police & Thieves ist ein Lied des jamaikanischen Reggaemusikers Junior Murvin. Die von Lee „Scratch“ Perry produzierte Single erschien 1976 und wurde durch eine Coverversion von The Clash vor allem in der britischen Punkszene bekannt. Vier Jahre nach Erstveröffentlichung erreichte der sozialkritische Titel Platz 23 der UK Single Charts.

## Entstehung
Nach einer mäßig erfolgreichen Karriere als Aufnahmekünstler und Engagements in verschiedenen Bands – zuletzt Young Experience – besann sich Murvin 1975 auf das Songwriting. An den Ruinen der Folly Mansion, eines Anfang des Jahrhunderts von einem reichen Amerikaner erbauten Anwesens nahe seiner Heimatstadt Port Antonio, schrieb er einige seiner bekanntesten Lieder.
Einer „göttlichen Eingebung“ folgend, kehrte er nach Kingston zurück und wandte sich ein zweites Mal in seiner Karriere an den bekannten Produzenten Lee „Scratch“ Perry. Nachdem er fast zehn Jahre zuvor wenig Eindruck hinterlassen hatte, konnte er Perry mit seiner Nummer Police & Thieves überzeugen. Der exzentrische Chef des Black Ark Studio ergänzte ein wenig Text und arrangierte die Aufnahme mit Sly Dunbar am Schlagzeug, Boris Gardiner am Bass und Ernest Ranglin an der Gitarre. Als weitere Unterstützung kamen Keith Sterling am Keyboard und Joe Cooper an der Orgel hinzu.
Das leise Pochen des Basses und das scharfe Klirren der Becken, gepaart mit einer starken Rhythmussynkope und schlagenden Riffs wurden von Allmusic als „widerspenstige“ Begleitung beschrieben. Trotz dieser gewissen Härte gelang es Perry, eine rauchige, fast „schmachtende“ Atmosphäre zu erhalten. Junior Murvins Falsett wirkt wie eine „frische Brise“ und wird von den „warmen, ätherischen“ Harmonien von Earl Morgan und Barry Llewellyn von den Heptones untermalt.
Ein Studioalbum gleichen Namens erschien 1977.

## Inhalt und Rezeption
Das Lied hat den sozialen und politischen Aufruhr im Jamaika der 1970er Jahre zum Thema. Wie beim im selben Jahr erschienenen, ebenfalls von Perry produzierten War Ina Babylon (Sipple Out Deh) von Max Romeo beschreibt der Text die im Vorfeld der Präsidentschaftswahlen zum „Schlachtfeld“ verkommenen Straßen Kingstons.

„Police and thieves in the streets

Scaring the nation with their guns and ammunition

Police and thieves in the street

Fighting the nation with their guns and ammunition.“

Die Single erschien in Jamaika beim Label Wild Flower und wurde ein veritabler Hit. Im Juli 1976 veröffentlichte Island Records Police & Thieves auch in England, wo der Song Publikum und Kritiker gleichermaßen überzeugte. Besondere Popularität erlangte er zunächst im Rahmen des alljährlich von der karibischen Gemeinschaft in London veranstalteten Notting Hill Carnival. Infolge erhöhter Polizeipräsenz und hoher Teilnehmerzahlen kam es 1976 zu gewaltsamen Auseinandersetzungen zwischen Beamten und der überwiegend schwarzen Jugend.
Der Titel war daraufhin wochenlang in Klubs, auf Partys und an Universitäten zu hören und wurde durch John Peel auch einem breiten Radiopublikum bekannt. Die Single hielt sich 23 Wochen in den Top 10 der Melody-Maker-Reggaecharts und belegte am Ende des Jahres Platz sechs der NME-Jahrescharts.
Im März 1980 wurde die Nummer im Erfolgssog von 2 Tone Records wiederveröffentlicht und erreichte Platz 23 der britischen Singlecharts.
Obwohl Police & Thieves in den kommenden Jahrzehnten eine Hymne gegen Polizeigewalt blieb und etwa während der Thatcher-Ära vielfach gespielt wurde, geriet die ursprüngliche Bedeutung ein wenig in Vergessenheit. Der Guardian wies im Jahr von Junior Murvins Tod 2013 darauf hin, dass der Titel trotz seiner Beliebtheit als Partysong immer noch aktuell sei und nannte die Diskriminierung Schwarzer durch Polizeibeamte in den Randbezirken Londons als Beispiel.
Die Verwendung in Filmen sorgte zusätzlich für erhöhte Bekanntheitswerte. So ist Murvins Originalversion etwa im jamaikanischen Film Rockers von 1978 sowie in Guy Ritchies Krimikomödie Bube, Dame, König, grAS von 1998 zu hören. Die Berliner Dancehall-Combo Seeed nutzte 2001 ein Sample für ihren Song We Seeed vom Album New Dubby Conquerors. Pitchfork listete den Titel auf Platz 188 der 200 besten Songs der 1970er-Jahre.

## Kommerzieller Erfolg

### Chartplatzierungen
| ChartsChartplatzierungen     | Höchstplatzierung | Wochen |
| ---------------------------- | ----------------- | ------ |
| Vereinigtes Königreich (OCC) | 23 (9 Wo.)        | 9      |

### Auszeichnungen für Musikverkäufe
| Land/Region                  | Auszeichnungen für Musikverkäufe (Land/Region, Auszeichnung, Verkäufe) | Verkäufe |
| ---------------------------- | ---------------------------------------------------------------------- | -------- |
| Vereinigtes Königreich (BPI) | Silber                                                                 | 200.000  |
| Insgesamt                    | × Silber ·                                                             | 200.000  |

## Coverversionen
Aufgrund des großen Erfolgs der Single entstanden früh erste Coverversionen. Jah Lion nahm bereits im Erscheinungsjahr des Originals eine neue Version mit Murvin und Perry mit alternativem Text unter dem Titel Soldier and Police War auf. Für die B-Seite Magic Touch wurde eine Saxophonversion aufgenommen. Junior Murvin selbst spielte im Lauf seiner Karriere mehrere Versionen, darunter eine akustische für sein Album Inna da Yard (2007), ein.
Die bekannteste Coverversion stammt von der britischen Punkband The Clash. Frontmann Joe Strummer nannte Police & Thieves einen seiner Lieblingssongs und bevorzugte Zeit seines Lebens die Originalversion.
Im Februar 1977 nahm die Band ihr Debütalbum The Clash auf. Obwohl ursprünglich nicht für das Album vorgesehen, fand der Reggaesong nach vielversprechenden Proben schließlich doch seinen Weg auf die Trackliste. Mick Jones arrangierte die Aufnahme mit je einer Gitarre on- und off-beat. Somit entstand nicht nur eine der ersten Fusionen von Punkrock und Reggae, sondern mit einer Länge von sechs Minuten auch die längste Studioaufnahme der Band sowie einer ihrer beliebtesten Livesongs. Junior Murvin reagierte wenig begeistert auf die Version und wurde mit dem Kommentar „They have destroyed Jah work!“ zitiert.
Lee „Scratch“ Perry fand hingegen Gefallen an der recht treuen Coverversion und produzierte im selben Jahr die Single Complete Control für The Clash. Police & Thieves in der Clash-Version befindet sich auf dem Soundtrack zu Wes Andersons Die Royal Tenenbaums.
Weitere Coverversionen stammen von Dubversive feat. Boy George & Mica Paris (1997), The Orb feat. Lee „Scratch“ Perry (2012) und Black Uhuru auf dem Album „As the World Turns“ (2018).